# مات كوين
مات كوين (بالإنجليزية: Matthew Quinn)‏ (28 فبراير 1993 في نيوزيلندا - ) هو لاعب كريكت نيوزلندي. لعب مع نادي مقاطعة ساسكس للكريكت ‏ وفريق أوكلاند للكريكت ‏.

## وصلات خارجية
- مات كوين على موقع إي آس بي آن كريك إنفو (الإنجليزية)